# Jüdische Gemeinde Ober-Seemen
Die Jüdische Gemeinde in Ober-Seemen, einem Stadtteil von Gedern im Wetteraukreis in Hessen, entstand im 17. Jahrhundert und existierte bis 1938.

## Geschichte

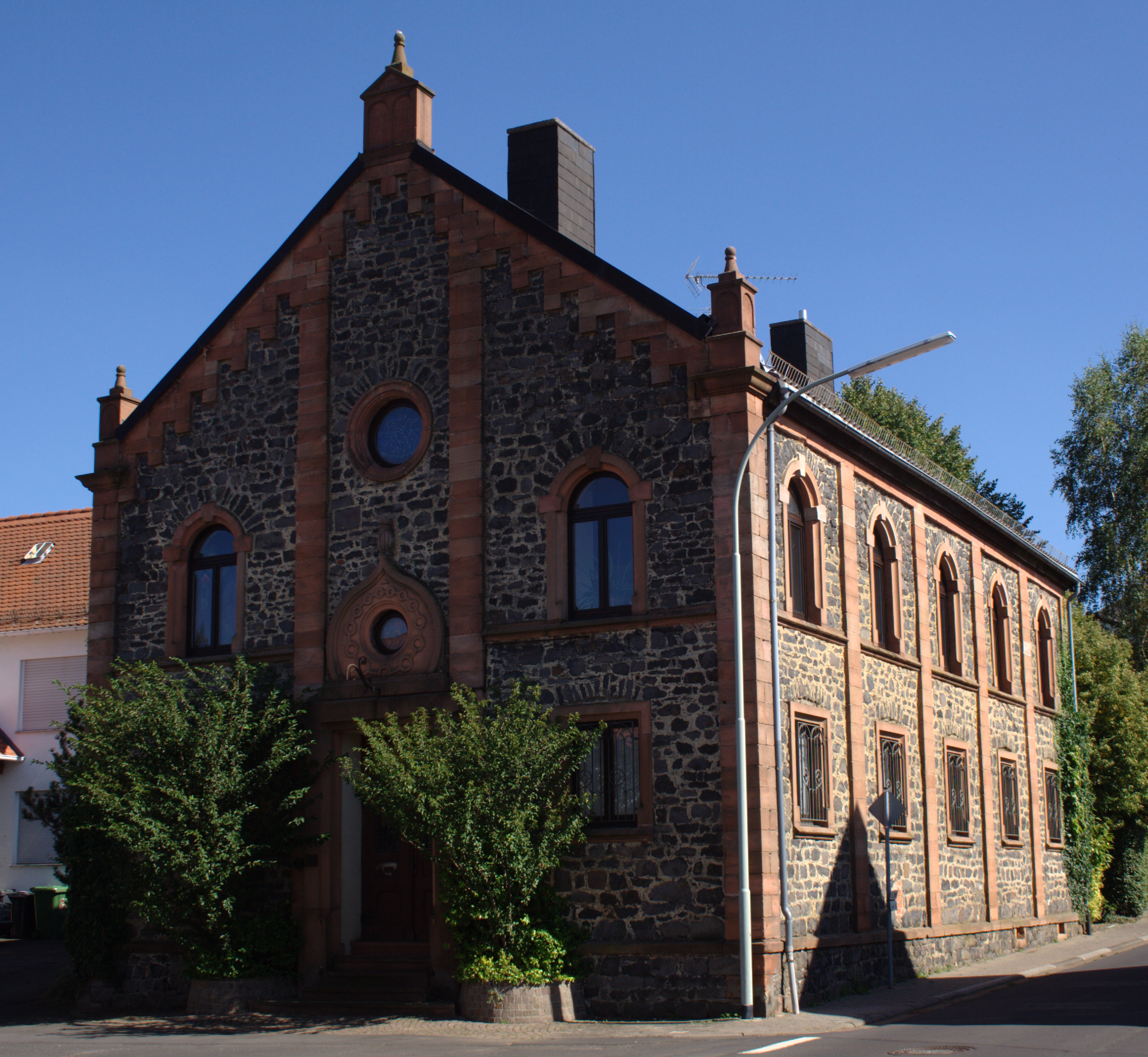
Profanierte Synagoge in Ober-Seemen

Die jüdische Gemeinde in Ober-Seemen besaß eine Synagoge, eine Religionsschule (bis 1923 Israelitische Elementarschule), ein rituelles Bad (Mikwe) und einen Friedhof. Es war lange Zeit ein Lehrer angestellt, der zugleich als Vorbeter und Schochet tätig war. Die jüdische Gemeinde Ober-Seemen gehörte zum orthodoxen Provinzialrabbinat Oberhessen mit Sitz in Gießen. Mitte des 19. Jahrhunderts waren zwei Drittel der jüdischen Gewerbetreibenden Kaufleute, die übrigen Viehhändler und Handwerker.

## Nationalsozialistische Verfolgung
Nach 1933 ist ein Teil der jüdischen Gemeindeglieder auf Grund der zunehmenden Entrechtung und der Repressalien weggezogen beziehungsweise ausgewandert, vor allem in die USA, nach Südafrika und nach Palästina. Im Oktober 1937 beschloss die noch aus 15 Mitgliedern bestehende Gemeinde ihre Auflösung. Anfang 1938 wurde durch den letzten Gemeindevorsteher Simon Frank die Auflösung vollzogen und die Synagoge verkauft. Beim Novemberpogrom 1938 kam es in Ober-Seemen zu Ausschreitungen gegen die profanierte Synagoge und die noch am Ort lebenden jüdischen Einwohner.   
Das Gedenkbuch des Bundesarchivs verzeichnet 33 in Ober-Seemen geborene jüdische Bürger, die dem Völkermord des nationalsozialistischen Regimes zum Opfer fielen.

## Gemeindeentwicklung
| Jahr | Gemeindemitglieder | in % der Gesamteinwohnerschaft |
| ---- | ------------------ | ------------------------------ |
| 1828 | 141                |                                |
| 1861 | 151                | 17,1 % von 882 Einwohnern      |
| 1880 | 115                | 13,7 % von 839 Einwohnern      |
| 1895 | 93                 | 10,6 % von 879 Einwohnern      |
| 1910 | 94                 | 9,8 % von 962 Einwohnern       |
| 1924 | 87                 | 8,6 % von 1008 Einwohnern      |
| 1933 | 73                 | 6,8 % von 1071 Einwohnern      |
| 1939 | 2                  |                                |